# The Fine Art of Murder
The Fine Art of Murder – szósty album studyjny amerykańskiej grupy muzycznej Malevolent Creation. Wydawnictwo ukazało się 28 października 1998 roku nakładem wytwórni muzycznej Pavement Music. Nagrania zostały zarejestrowane w Qualitone Studios.

## Lista utworów
Opracowano na podstawie materiału źródłowego.
1. "To Die is at Hand" - 3:38
2. "Manic Demise" - 3:02
3. "Instinct Evolved" - 4:43
4. "Dissect the Eradicated" - 3:15
5. "Mass Graves" - 6:18
6. "The Fine Art of Murder" - 5:52
7. "Bone Exposed" - 3:34
8. "Purge" - 2:47
9. "Fracture" - 6:34
10. "Rictus Surreal" - 4:30
11. "Scorn" - 3:11
12. "Day of Lamentation" - 7:04
13. "Scattered Flesh" - 2:12